# NGC 3381
NGC 3381 este o galaxie spirală situată în constelația Leul Mic. A fost descoperită în 28 martie 1786 de către William Herschel. Se află la o distanță de 27,1 de megaparseci de Pământ.